# 聚美优品
聚美优品，原称“团美网”（区别于同年创办的“美团”），于2010年3月创办，是模仿groupon的化妆品团购网站。

## 历史
2014年5月16日，聚美优品曾在纽交所挂牌上市，股票代码为“JMEI”。
2019年4月聚美优品运营公司推出新产品“刷宝短视频”，APP在模式上相当于抖音短视频+趣头条。
公司创始人陈欧1983年2月4日出生于四川德阳，16岁于新加坡南洋理工大学留学，大學期間曾成功創辦在線遊戲平台GG-Game。26岁获美国斯坦福大学MBA学位，2009年回國創業，迅速成為中國80後青年的創業榜樣。。
2014年5月16日，聚美優品正式在美國紐約證券交易所掛牌上市，市值超過35億美元。陳歐成為紐交所220餘年歷史上“最年輕的上市公司CEO”，当年31岁的陈欧所持股份市值超过11亿美元，曾创造“我为自己代言（带盐）”的“陈欧体”。2014年7月，聚美优品发生售假风波，导致聚美优品的股价多次跳水，一度跌至13美元以下。
2016年2月17日聚美优品宣布私有化并退市，2017年11月，陈欧撤回了私有化要约。2017年7月聚美优品联合创始人戴雨森离职。2020年1月，聚美优品根据聚美优品公告，公司董事长、首席执行官兼代理首席财务官陈欧发出了私有化要约，拟用每ADS(美国存托股份)20美元的价格收购尚未持有的股份。一旦完成收购，聚美优品将从纽交所退市。
退市后，创始人陈欧将业务转向短剧，于2024年4月16日发布第一个作品，至2024年11月已有129个作品发布。10月24日，聚美优品网站与APP“因系统老化、缺乏日常维护，导致平台故障，商品评价和评价板块均无法正常展示”，违反《中华人民共和国电子商务法》，被北京市密云区市场监督管理局罚款2万元。

## 参看
- 淘寶售賣假貨事件
- 凡客诚品